# Sebastián Piñera
Sebastián Piñera (teljes nevén Miguel Juan Sebastián Piñera Echenique; kiejtéseⓘ) (Santiago de Chile, 1949. december 1. – Ranco-tó, 2024. február 6.) chilei politikus és üzletember, 2010 és 2014 között, majd 2018-tól 2022-ig másodjára az ország elnöke.

## Politikusi pályafutása
Politikai pályafutása a Pinochet-korszak lezárultakor kezdődött, amikor Hernán Büchi sikertelen elnökválasztási kampányát vezette. Ebben az évben csatlakozott a Renovación Nacional (Nemzeti Megújulás) nevű jobbközép párthoz, amelynek azóta is tagja. Sikerrel indult az 1989-es szenátusi választáson a főváros keleti választókerületében. Az 1990–1998-as szenátusi ciklusban tagja volt a nemzetgazdasági, egészségügyi és környezetvédelmi, emberi jogi, valamint a közvagyonnal foglalkozó parlamenti bizottságoknak. Törvényt terjesztett be a környezet védelméről, és részt vett a politikai pártok tevékenységét szabályozó új törvények megalkotásában, valamint a mesterséges megtermékenyítéssel kapcsolatos orvosetikai szabályok kidolgozásában is.
2001-től 2004-ig a Nemzeti Megújulás pártelnöke volt. A párt 2005. májusi kongresszusán ő lett a Nemzeti Megújulás köztársaságielnök-jelöltje. A decemberi elnökválasztás a szavazatok 25,4 százalékát szerezte meg, de mivel fő ellenfele, Michelle Bachelet nem szerzett abszolút többséget, kettejük részvételével második fordulót tartottak januárban. Piñera itt 46,5%-os támogatás mellett alulmaradt, és Bachelet lett az elnök.
A következő négy évben Piñera járta az országot, találkozott a választókkal, és a Nemzeti Megújulás részvételével megalakult Alianza por Chile (Szövetség Chiléért) nevű választási szövetség jelöltjei mellett kampányolt a 2008-as önkormányzati választások előtt. 2009-ben létrejött a Coalición por el Cambio (Koalíció a Változásért) nevű politikai szövetség, amely Piñerát választotta elnökjelöltjévé a 2009. decemberi általános választásokra. Mivel a chilei alkotmány szerint a hivatalban lévő elnök nem indulhat az elnökválasztáson, Sebastián Piñera fő ellenfele Eduardo Frei Ruiz-Tagle korábbi elnök volt. Miután a 2009. december 13-i első fordulóban senki sem szerzett abszolút többséget, 2010. január 17-én második fordulót tartottak Piñera és Frei részvételével. Ezúttal Piñera megszerezte a szavazatok 51,6%-át, és így 2010. március 11-én őt iktatták be köztársasági elnöknek.

## Elnöksége
Piñera elnökségének első hónapjait beárnyékolta a beiktatása előtt két héttel pusztító 2010-es chilei földrengés, amely több mint félmillió chileit érintett. Érdekesség, hogy az elnöki beiktatási ceremónia alatt is 6,9-es erősségű földrengés volt, amelyet a beiktatás helyszínén is jól lehetett érezni.
Az új kormány négyéves rekonstrukciós programot fogadott el, amelynek keretében csökkent a munkanélküliség és dinamikusan nőtt a gazdaság. Ugyanakkor elégedetlenséghez és 2012-ben tüntetésekhez vezetett a nagy mértékű gazdasági egyenlőtlenség. 2011 májusában jelentős diáktüntetések voltak; a tiltakozók a közoktatási rendszer reformját, az oktatásban tükröződő egyenlőtlenség megszüntetését követelték. Piñera kísérletet tett az elégedetlenség csillapítására, de reformkísérletei (amelyek a kormány átalakításával is együtt jártak) sikertelennek bizonyultak.
Ugyanakkor jelentősen növekedett az elnök népszerűsége azután, hogy 69 nap után sikeresen kimentettek 33 bányászt, akik egy 2010. augusztusi bányarobbanás során 700 méteres mélységben egy tárnában rekedtek.
A hivatalban lévő elnökre vonatkozó alkotmányos tilalom miatt Piñera nem indulhatott a következő elnökválasztáson. 2014-ben ismét Michelle Bachelet lett az ország elnöke.

## A 2017-es elnökválasztás
2017-ben Piñera ismét indult az elnökválasztáson. A november 19-i első fordulón egyik jelölt sem szerzett abszolút többséget, és így a két legtöbb szavazatot szerző jelölt, Piñera és Alejandro Guillier független szenátor újra megmérkőzött a december 17-i második fordulóban. Itt aztán Piñera lett a győztes.

## Családja

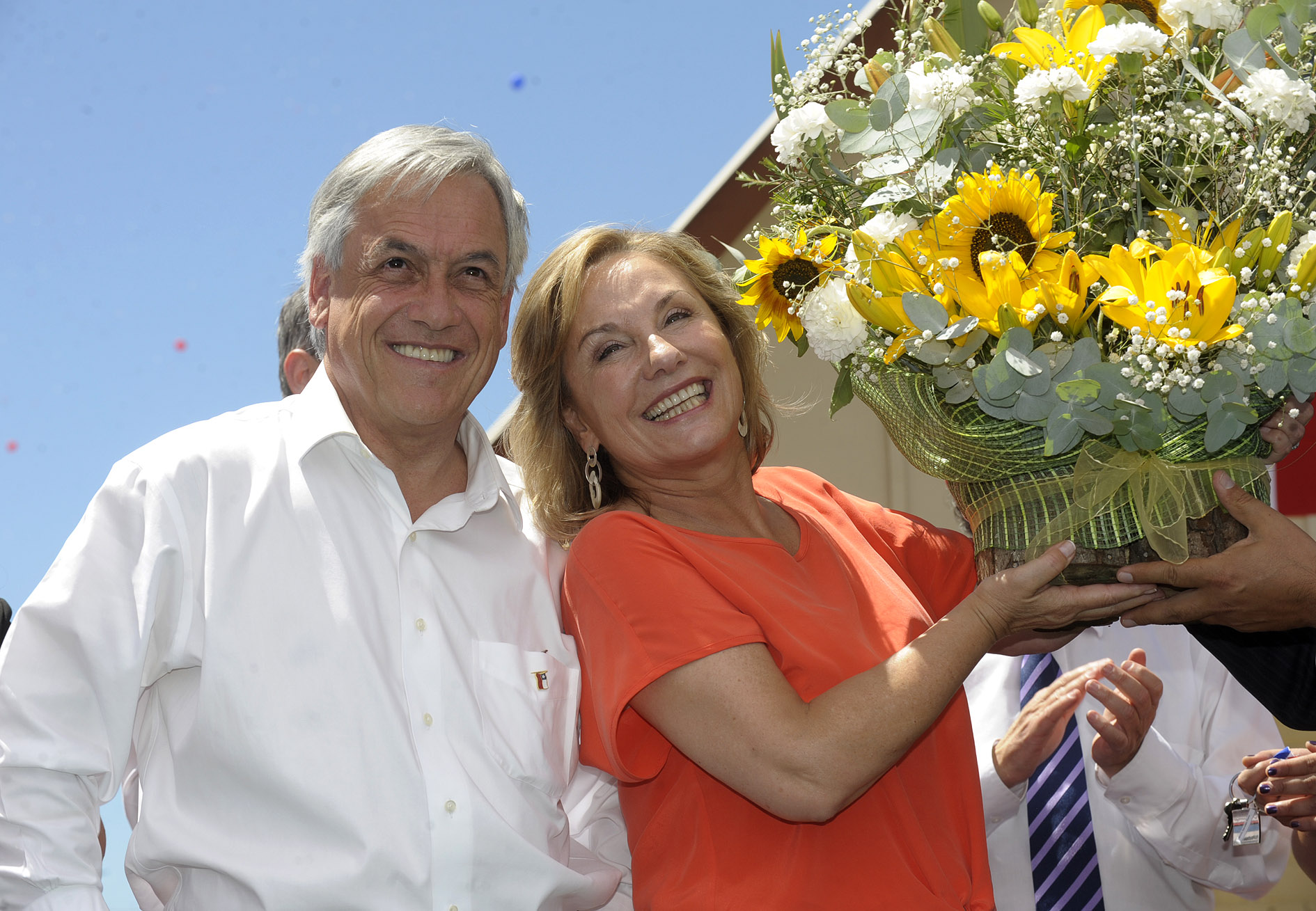
Piñera és felesége 2012-ben

Szülei José Piñera és Magdalena Echenique voltak; hat gyermekük közül Sebastián Piñera volt a harmadik. Piñera 1973-ban feleségül vette Cecilia Morel Montest, akivel azóta is házasok. Négy gyermekük született: Magdalena (1975) földrajz-történelemtanár, Cecilia (1978) gyermekorvos, Sebastián (1982) üzletember, Cristóbal (1984) pedig pszichológus.

## Halála
2024 februárjában Piñera családjával a dél-chilei Los Ríos régióban, a Ranco-tó partján nyaralt. Február 6-án a volt elnök helikopterével – amelyet szokása szerint maga vezetett – átrepült a tó túlsó partjára, hogy barátjánál, José Coxnál ebédeljen. Az ebéd után Piñera a rendkívül rossz időjárási viszonyok ellenére visszaindult. A helikopterben ült még az elnök húga, Magdalena Piñera, barátja, Ignacio Guerrero, és annak fia, Bautista Guerrero. A szemtanúk szerint a helikopter mindössze 400 méterre távolodott el Cox házától, mielőtt a vízbe zuhant. Cox csónakjával az áldozatok mentésére indult. A légi jármű három utasa idejében ki tudott ugrani a helikopterből és megmenekült, de Sebastiám Piñera nem tudta kikapcsolni a biztonsági övét, és a vízbe fulladt.